# Vela nos Jogos Olímpicos de Verão de 1908 - 12 Metre
As provas da classe 12 Metre da vela nos Jogos Olímpicos de Verão de 1908 ocorreram entre 11 e 12 de agosto daquele ano no Clyde Corinthian Yacht Club em Hunters Quay. Três corridas foram agendadas. Cada nação poderia inscrever até dois barcos. Vinte velejadores de uma nação competiram.

## Calendário
| ● | Competições desportivas | ● | Finais |

| Data                      | Julho  | Julho  | Julho  | Julho  | Julho  | Agosto | Agosto | Agosto | Agosto | Agosto | Agosto | Agosto | Agosto | Agosto | Agosto | Agosto | Agosto |
| Data                      | 27 Seg | 28 Ter | 29 Qua | 30 Qui | 31 Sex | 1 Sáb  | 2 Dom  | 3 Seg  | 4 Ter  | 5 Qua  | 6 Qui  | 7 Sex  | 8 Sáb  | 9 Dom  | 10 Seg | 11 Ter | 12 Qua |
| ------------------------- | ------ | ------ | ------ | ------ | ------ | ------ | ------ | ------ | ------ | ------ | ------ | ------ | ------ | ------ | ------ | ------ | ------ |
| 12 Metre                  |        |        |        |        |        |        |        |        |        |        |        |        |        |        |        | ●      | ●      |
| Total de medalhas de ouro |        |        |        |        |        |        |        |        |        |        |        |        |        |        |        |        | 1      |

## Configuração do curso
O seguinte percurso foi usado durante as regatas olímpicas de 12 Metre de 1908 em todas as duas corridas:

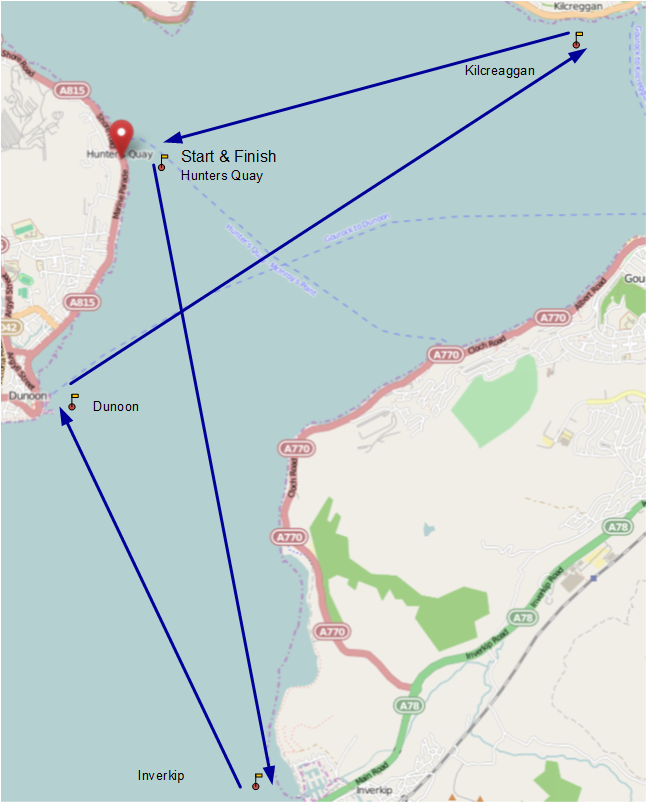
Área do curso

## Medalhistas
O grupo britânico Thomas Glen-Coats, John Downes, John Aspin, John Buchanan, James Clark Bunten, Arthur Downes, David Dunlop, John Mackenzie, Albert Martin e Gerald Tait dominou as duas corridas e finalizou a competição em primeiro lugar, conquistando a medalha de ouro. A prata firmou-se com os também britânicos Charles MacIver, J. Graham Kenion, John Adam, James Baxter, William Davidson, John Jellico, Thomas Littledale, Charles R. MacIver, Charles Macleod-Robertson e John Spence.
|  | GBR Grã-Bretanha |  | GBR Grã-Bretanha |  |        |
|  | Thomas Glen-Coats John Downes John Aspin John Buchanan James Clark Bunten Arthur Downes David Dunlop John Mackenzie Albert Martin Gerald Tait |  | Charles MacIver J. Graham Kenion John Adam James Baxter William Davidson John Jellico Thomas Littledale Charles R. MacIver Charles Macleod-Robertson John Spence |  | nenhum |

## Resultados
Estes foram os resultados da competição:
| Pos.             | Embarcação              | Tripulação | Vitória | Total | 1ª regata | 1ª regata  | 1ª regata | 2ª regata | 2ª regata  | 2ª regata |
| Pos.             | Embarcação              | Tripulação | Vitória | Total | Pos.      | Tempo      | Pontos    | Pos.      | Tempo      | Pontos    |
| ---------------- | ----------------------- | --- | ------- | ----- | --------- | ---------- | --------- | --------- | ---------- | --------- |
| Medalha de ouro  | Hera · Reino Unido      | Thomas Glen-Coats John Downes John Aspin John Buchanan James Clark Bunten Arthur Downes David Dunlop John Mackenzie Albert Martin Gerald Tait                    | 2       | 6     | 1r        | 3h 19' 41" | 3         | 1r        | 4h 47' 40" | 3         |
| Medalha de prata | Mouchette · Reino Unido | Charles MacIver J. Graham Kenion John Adam James Baxter William Davidson John Jellico Thomas Littledale Charles R. MacIver Charles Macleod-Robertson John Spence | 0       | 4     | 2n        | 3h 21' 21" | 2         | 2n        | 4h 48' 42" | 2         |